# Nihyn (stacja kolejowa)
Nihyn (ukr. Нігин) – stacja kolejowa w pobliżu miejscowości Nihyn, w rejonie kamienieckim, w obwodzie chmielnickim, na Ukrainie. Położona jest na linii Chmielnicki – Kamieniec Podolski – Kelmieńce.
W okresie międzywojennym istniała w tym miejscu mijanka.